# 1993 у кіно

## Фільми
- Аризонська мрія
- Двері між світами
- День бабака
- Дракон: Історія Брюса Лі
- Кати 2
- Зроблено в Америці
- Кримінальна історія
- Міський мисливець
- Моральні цінності сімейки Адамсів
- Несамовиті пригоди янкі в Африці
- Парк Юрського періоду
- Скелелаз
- Список Шиндлера
- Фортепіано
- Шлях Карліто
- Що гнітить Гілберта Грейпа

### [[Файл:Flag of Ukraine.svg|border|25px]]Україна
- Сад Гетсиманський
- Кайдашева сім'я
- Дике кохання

#### Укранімафільм
- Лякалки-жахалки
- Різдвяна казка

## Персоналії

### Народилися
- 6 червня —Ешлінг Франчозі, ірландська акторка.
- 3 липня — Венсан Лакост, французький актор.
- 22 листопада — Адель Екзаркопулос, французька акторка.

### Померли
- 13 січня — Слабинський Петро Іванович, радянський і український художник кіно.
- 20 січня — Одрі Гепберн, американська акторка і фотомодель англійського й нідерландського походження (нар. 1929).
- 5 лютого — Джозеф Манкевич, американський кінорежисер, сценарист, продюсер.
- 26 лютого — Перцовський Марк Наумович, радянський актор театру і кіно.
- 27 лютого — Ліліан Ґіш, американська акторка кіно та театру.
- 28 лютого:
  - Ісіро Хонда, японський кінорежисер, сценарист, продюсер.
  - Рубі Кілер, американська акторка, співачка і танцюристка.
- 6 березня — Бєляков Ігор Миколайович, радянський, український кінооператор.
- 14 березня — Мілютін Олександр Миколайович, радянський і український актор.
- 17 березня — Шредель Володимир Маркович, радянський російський кінорежисер і сценарист.
- 31 березня — Корольов Валентин Олексійович, український радянський художник комбінованих зйомок.
- 3 квітня — Олександр Мнушкін, французький кінопродюсер російського походження.
- 8 квітня — Салтиков Олексій Олександрович, радянський російський кінорежисер, сценарист (нар. 1934).
- 11 квітня — Дворжецький Вацлав Янович, радянський актор (нар. 1910).
- 17 квітня — Крюков Микола Миколайович, радянський, російський актор театру і кіно.
- 2 травня — Лапиков Іван Герасимович, радянський і російський актор театру і кіно.
- 22 травня — Войтецький Артур Йосипович, радянський і український кінорежисер, сценарист, педагог.
- 4 червня — Мілляр Георгій Францевич, радянський і російський актор.
- 14 червня — Гаккебуш Катерина Михайлівна, українська художниця по костюмах кіно і театр.
- 30 червня — Аркадьєв Аркадій Іванович, український радянський актор.
- 2 липня — Фред Гвінн, американський актор, художник, автор.
- 4 липня:
  - Байкова Лідія Тихонівна, радянський російський і український художник кіно, художник по костюмах.
  - Качанов Роман Абелевич, радянський режисер-мультиплікатор (нар. 1921).
- 15 липня — Міхневич Петро Герасимович, український актор театру і кіно.
- 17 липня — Рудін Володимир Костянтинович, радянський, український актор театру і кіно, режисер.
- 30 липня — Федоренко Аріадна Никифорівна, радянська, українська звукооператорка.
- 5 вересня — Клод Ренуар, французький кінооператор.
- 14 вересня — Мірна Лой, американська акторка.
- 15 вересня — Семенов Юліан Семенович, російський радянський письменник, сценарист, поет, журналіст (нар. 1931)
- 16 вересня — Орлова Віра Марківна, радянська російська акторка театру і кіно.
- 5 жовтня — Айзенберг Григорій Давидович, радянський кінооператор.
- 21 жовтня — Юченков Гліб Іванович, російський актор.
- 25 жовтня:
  - Капніст Марія Ростиславівна, радянська і українська акторка театру і кіно.
  - Вінсент Прайс, американський актор.
- 31 жовтня — Федеріко Фелліні, італійський кінорежисер, сценарист (нар. 1920)
- 19 листопада — Леонід Гайдай, режисер найвідоміших радянських кінофільмів.
- 20 листопада — Бондар Іван Севастянович, український радянський актор.
- 23 листопада — Марія Володимирівна Зубарева, радянська і російська акторка.
- 28 листопада — Леннікова Тетяна Іванівна, радянська, російська акторка театру і кіно.
- 5 грудня — Александр Тронер, французький художник кіно угорського походження.
- 17 грудня — Джанет Марґолін, американська акторка театру та телебачення.
- 18 грудня — Сем Вонамейкер, американський актор і кінорежисер українсько-єврейського походження.
- 22 грудня — Александер Маккендрик, американський кінорежисер та сценарист (нар. 1912).
- 23 грудня — Мигулько Віктор Васильович, радянський і український художник театру і кіно.
- 28 грудня — Пироженко Раїса Іванівна, радянська, українська акторка театру і кіно.
- 29 грудня — Мкртчян Фрунзик Мушегович, видатний радянський актор театру і кіно.